# Küllü, Şehitkamil
Küllü là một xã thuộc huyện Şehitkamil, tỉnh Gaziantep, Thổ Nhĩ Kỳ.